# Graham Hancock
Graham Hancock, född 2 augusti 1950 i Edinburgh, är en brittisk journalist och författare. Efter att först skrivit böcker om u-hjälp har han sedan 1990-talet framfört pseudovetenskapliga teorier om en försvunnen högkultur i förhistorisk tid.

## Biografi
Hancock har studerat sociologi vid Durhams universitet där han tagit en examen på grundnivå. Han var 1981–1983 verksam som östafrikansk korrespondent för The Economist och började under 1980-talet ifrågasätta nyttan och effektiviteten i den traditionella u-hjälpen. Om detta skrev han boken Lords of Poverty (1989). Han har fortsatt att ifrågasätta de vanliga sätten att se på olika företeelser, vilket har lett honom att skriva böcker om tiden före den bibliska syndafloden, det försvunna Atlantis och undervattensarkeologi. Han dyker själv och har gjort TV-dokumentärer i detta ämne. Hans skrifter gränsar till det mytologiska, gränsöverskridande. Han har också gjort sig till talesman för legaliseringen av vissa droger. Hans första roman, Entangled (2010), tillkom under inflytande av den sydamerikanska drogen ayahuasca.
Hancock har framfört hypoteser att det under förhistorisk tid flera tusen år före högkulturerna i Egypten, Mesopotamien och Indien funnits en "försvunnen" civilisation, och har skrivit flera böcker på detta tema. Denna civilisation var enligt Hancock en föregångare till de senare kända civilisationerna. Hancock spekulerar i vilken världsdel den kan ha funnits och har lagt fram olika teorier: Antarktis, Sydamerika eller en sjunken kontinent i Atlanten (Myten om Atlantis). Högkulturerna i Mesopotamien och Egypten är, menar Hancock, "bleka efterföljare" till denna urgamla och försvunna civilisation. Hancocks spekulationer och teorier har förkastats av forskare.